# Valašská reneta
Valašská reneta (Malus domestica 'Valašská reneta'),  je ovocný strom, kultivar druhu jabloň domácí z čeledi růžovitých. Plody jsou řazeny mezi zimní odrůdy jablek.

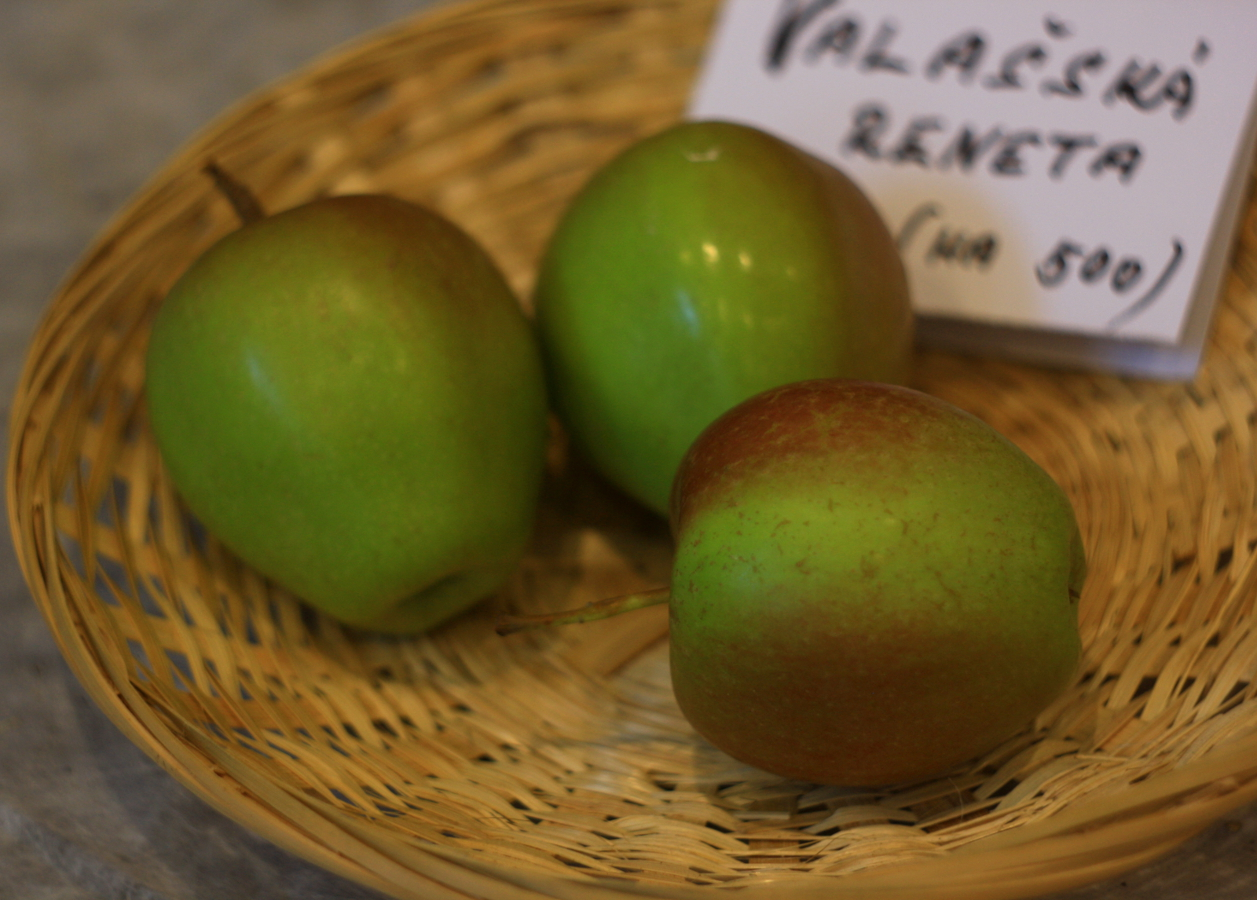
Valašská reneta

## Historie

### Původ
Původem je z ČR, byla vyšlechtěna na konci 20. století, p. Hatlapatkou z Byniny u Valašského Meziříčí.

## Vlastnosti
Podle dostupných zdrojů jde o otužilou odrůdu určenou pro vyšší polohy pěstovanou ve vyšších tvarech.